# Kangdong állomás
Kangdong (Gangdong) állomás metróállomás a szöuli metró 5-ös vonalán, Kangdong-ku (Gangdong-gu) kerületben. A vonal itt válik szét Szangil-tong (Sangil-dong) illetve Macshon (Macheon) állomások irányába.

## Viszonylatok
| 5-ös vonal                               | 5-ös vonal                | 5-ös vonal                                          |
| ---------------------------------------- | ------------------------- | --------------------------------------------------- |
| Cshonho (Cheonho) Panghva (Banghwa) felé | fő vonal                  | Kil-tong (Gil-dong) Szangil-tong (Sangil-dong) felé |
| 5-ös vonal                               |                           |                                                     |
| Cshonho (Cheonho) Panghva (Banghwa) felé | Macshon (Macheon) szakasz | Tuncshon-tong (Dunchon-dong) Macshon (Macheon) felé |